# Parapanesthia giganteus
Parapanesthia giganteus är en kackerlacksart som först beskrevs av Johann Gottlieb Otto Tepper 1894.  Parapanesthia giganteus ingår i släktet Parapanesthia och familjen jättekackerlackor. Inga underarter finns listade i Catalogue of Life.